# Macromitrium rigbyanum
Macromitrium rigbyanum är en bladmossart som beskrevs av Hugh Neville Dixon 1937. Macromitrium rigbyanum ingår i släktet Macromitrium och familjen Orthotrichaceae. Inga underarter finns listade i Catalogue of Life.